# تایلر براونسوورد
تایلر براونسوورد (انگلیسی: Tyler Brownsword؛ زادهٔ ۳۱ دسامبر ۱۹۹۹) بازیکن فوتبال اهل بریتانیا است.
از باشگاه‌هایی که در آن بازی کرده‌است می‌توان به باشگاه فوتبال مورکم اشاره کرد.